# Westrogotische wet
'Westrogotische wet' of de 'Västgötalagen' is de oudste Zweedse tekst in het Latijnse alfabet geschreven en de oudste Zweedse provinciale wet. Hij werd samengesteld in de vroege 13e eeuw en het werd als burgerlijk wetboek gebruikt in de provincie Västergötland gedurende de tweede helft van deze eeuw. De eerste complete tekst dateert uit 1281. Kleine fragmenten van een oudere tekst stammen uit 1250.
Dit wetboek bestaat in twee versies, Äldre Västgötalagen en Yngre Västgötalagen (De Oudere en Jongere Westrogothische wet). Een eerste druk in de moderne tijd werd gepubliceerd door Hans Samuel Collin en Carl Johan Schylter in 1827, en een nieuwe editie door Gösta Holm in 1976.
Een in die dagen actuele lijst van christelijke Zweedse koningen, toegevoegd als een bijlage van Äldre Västgötalagen, werd geschreven door de priester Laurentius in Vedum (dezelfde provincie) rond 1325, zijn bron is onbekend. De lijst begint met Olof Skötkonung en eindigt met Johan Sverkersson.